# Claude Louis Hector de Villars
Claude Louis Hector, Duque de Villars (8 de maio de 1653 – 17 de junho de 1734) foi o principal comandante militar francês no final do reinado de Luís XIV. Com uma carreira militar irregular, criticado por ser demasiadamente cauteloso, teve uma ascensão profissional lenta. Após a Guerra da Grande Aliança (1688-1697) foi apontado embaixador em Viena. Foi apenas durante a Guerra de Sucessão Espanhola que conseguiu se destacar dos demais comandantes. Cruzando o rio Reno, obteve vitórias nas batalhas de Friedlingen (1702) e Höchstadt (1703), apesar de sua antipatia por seus aliados bávaros.  Retirado do front, foi enviado para suprimir uma revolta huguenote no interior do país, enquanto, muito longe dali, as forças francesas eram destroçadas na batalha de Blenheim (1704). Chamado de volta à guerra, teve um desempenho que não agradou o rei. Contudo, em 1709, foi considerado a única opção na desesperada tentativa de deter as forças inimigas comandadas por John Churchill, 1.° Duque de Marlborough e pelo príncipe Eugênio de Savoia. A formidável linha de fortificações levantada por Vauban nas décadas anteriores vinha sendo perdida pouco a pouco, no curso do longo conflito. 
A França, derrotada nos campos da Alemanha, estava na defensiva. Villars recebeu a ordem de tentar evitar a conquista de Mons, mas sem comprometer o exército francês com uma grande batalha. Villars, seguindo o costume da época, posicionou seu exército nas proximidades de Mons, de modo a proteger indiretamente aquela praça. No dia 11 de setembro os aliados (ingleses, holandeses, alemães e austríacos) o atacaram. A batalha de Malplaquet foi a mais sangrenta do século. As fortificações de campanha francesas e os flancos bem apoiados nas florestas compensaram a inferioridade numérica e técnica da tropa. Embora Villars tenha sido ferido e suas tropas tenham abandonado o terreno, a baixas aliadas foram muito superiores (30.000 mortos e feridos) e causaram assombro na Inglaterra. 
Após Malplaquet, os aliados se tornaram mais cautelosos e a Inglaterra acabou se retirando do conflito. Então, em 1712, energicamente pressionado pelos aliados comandados pelo príncipe Eugênio de Savoia, Villars reagiu com incomum ousadia. Por uma manobra indireta, retomou de assalto a pequena cidade de Denain, capturando grande volume de suprimentos e cortando a linha de abastecimento das forças invasoras. Depois, nas semanas seguintes, enquanto Eugênio recuava, Villars retomou, com velocidade incomum, diversas praças fortes que os aliados tinham levado dois anos para capturar. Foi uma vitória decisiva. Assim, quando Villars faleceu, em 1734, já havia entrado para a história por ter garantido à França uma paz mais do que honrosa ao final da Guerra de Sucessão Espanhola.